# Indosasa bacquangensis
Indosasa bacquangensis är en gräsart som beskrevs av To Quyen Nguyen. Indosasa bacquangensis ingår i släktet Indosasa och familjen gräs. Inga underarter finns listade i Catalogue of Life.